# Timor oriental aux Jeux paralympiques d'été de 2012
Le Timor oriental a participé aux Jeux paralympiques d'été de 2012 à Londres. Il s'agit de la deuxième participation de ce pays aux Jeux paralympiques d'été. Il était représenté par un seul athlète, Filomeno Soares, dont c'était la première participation. Il a pris part au 200 mètres et au 400 mètres, sans remporter de médaille. En 2008 à Pékin, le Timor oriental était revenu sans médailles.

## Athlétisme
Hommes
Filomeno Soares